# Janine Habeck
Janine Carmen Habeck (* 3. Juni 1983 in West-Berlin) ist ein deutsches Fotomodell.

## Wirken
Habeck war Playmate des Monats im Februar 2004 der deutschen Ausgabe des Playboy und erlangte durch spätere Leserwahl den Titel Playmate des Jahres 2004. Anlässlich der 400. Ausgabe der Zeitschrift wurde sie im November 2005 zudem zur Miss Centerfold, also zum schönsten Playmate aller Zeiten, gewählt. 
In der Jubiläumsausgabe April 2010 war sie erstmals auf dem Titel des deutschen Playboys zu sehen und mit einer Fotoserie vertreten. Zudem wurde ihr eine DVD-Beilage gewidmet, und sie wurde von Playboy als Jahrtausend-Playmate tituliert.
Seit ihrer Wahl zum Playmate des Jahres arbeitet Habeck als Fotomodell. 
Sie ist Miss September 2006 der US-amerikanischen Ausgabe des Playboy. In diesem Zusammenhang erschien Habeck auch in der Spezialausgabe des US-amerikanischen Playboys Playboy's Playmate Review – Sexy Centerfolds Bare it All, in der sie in einer achtseitigen Fotostrecke zu sehen ist.
Im 2007 gedrehten und 2009 erschienenen Film Pool Boys, produziert von Warren Zide, spielte sie die Rolle der Clarissa.
Sie lebt in ihrer Heimatstadt Berlin und war seit Mai 2011 mit einem Immobilienmakler verheiratet. 2016 trennte sich das Paar.